# Hüftgürtel

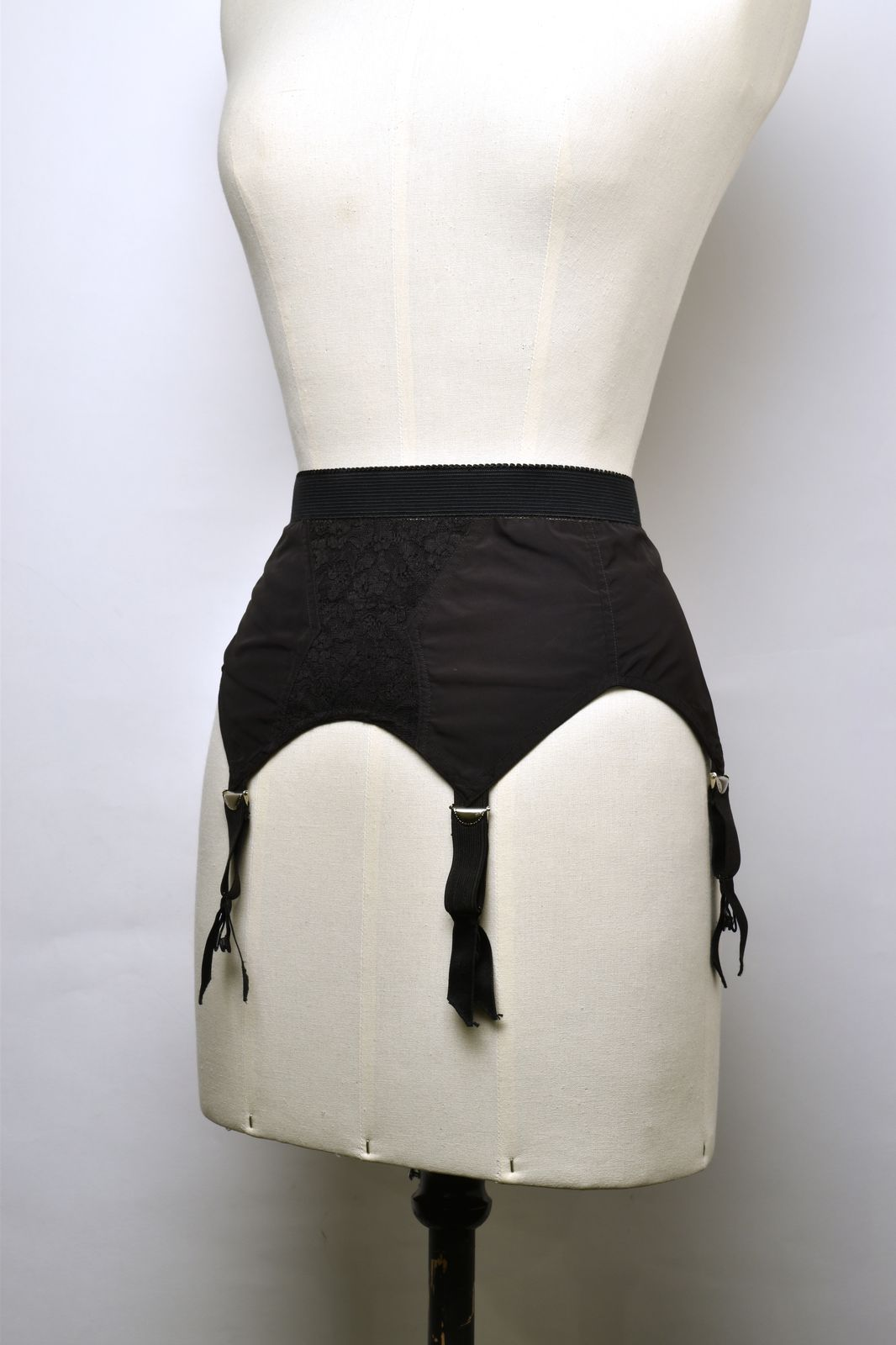
Hüftgürtel mit integrierten Strumpfhaltern, ca. 1955–1965, aus der Sammlung des ModeMuseums Antwerpen.

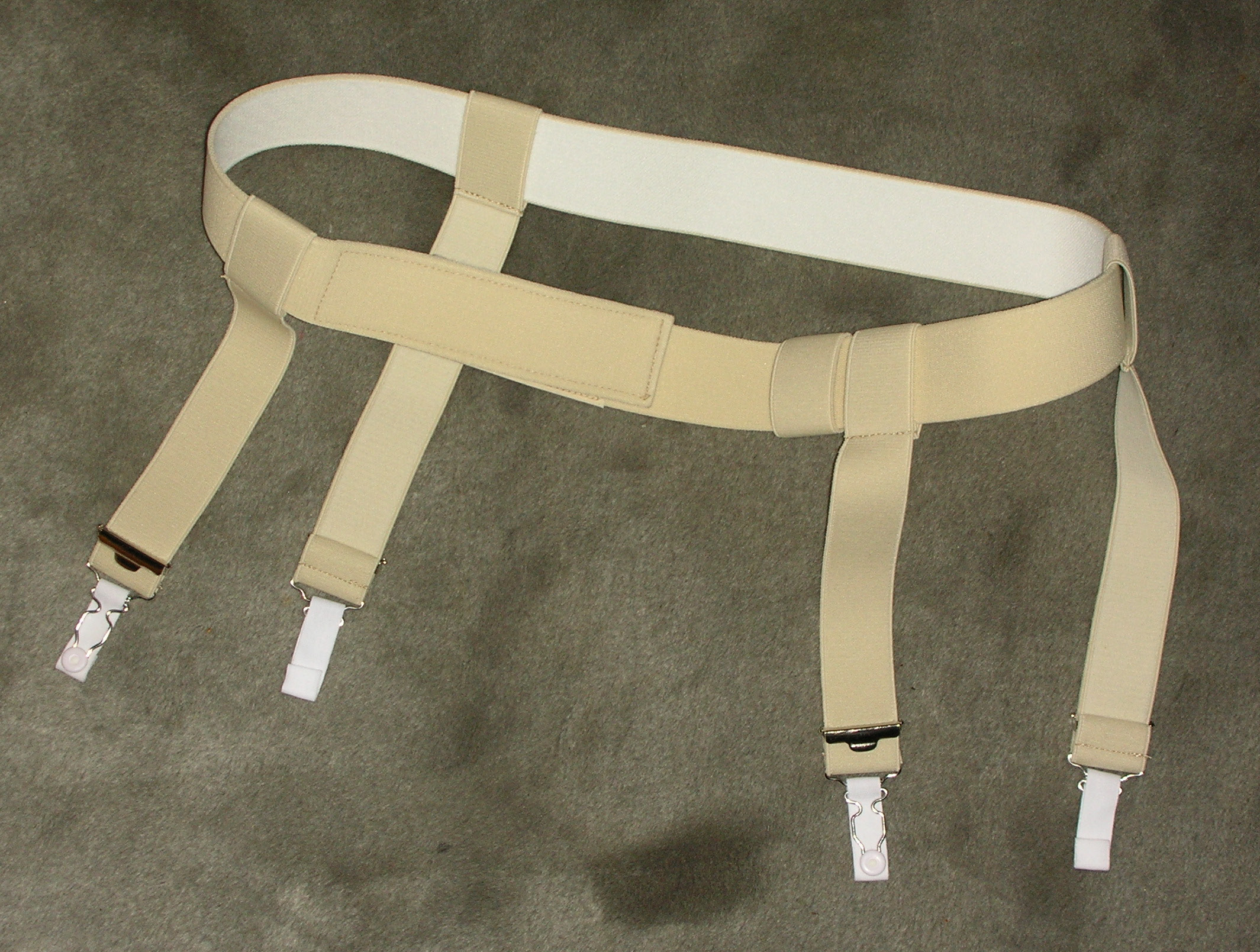
Medizinischer Hüftgürtel für Kompressionsstrümpfe

Der Hüftgürtel oder Strapsgürtel ist ein gürtelförmiges Kleidungsstück mit dem alleinigen Zweck, mithilfe von Strumpfhaltern die Strümpfe zu befestigen. Es wird zwischen Unterwäsche und Oberbekleidung getragen.
Der Hüftgürtel entstand in der Mitte des 20. Jahrhunderts aus dem breiteren und figurformenden Hüfthalter. Heute wird er überwiegend als Dessous getragen.
Im medizinischen Bereich werden Hüftgürtel getragen, um bei Venenbeschwerden die Beinvenen durch enge Strümpfe nicht zusätzlich einzuengen. Kompressionsstrümpfe gibt es mit einem besonderen Ansatz zur Befestigung mit Hüftgürteln.